# Toast au fromage
Un toast au fromage est du pain grillé accompagné d'une tranche de fromage ou du fromage râpé fondu sous un gril. Il est populaire au Royaume-Uni, en Irlande, en Australie et en Nouvelle-Zélande, dans les Caraïbes et dans les pays africains. Il est parfois appelé welsh, bien que cette recette puisse impliquer une sauce comprenant également d'autres ingrédients,.

## Recettes
Le toast au fromage consiste en une tranche de pain grillé (grillé des deux côtés ou d'un seul côté), sur laquelle est placé du fromage qui sera lui-même grillé. Les autres garnitures sont facultatives, les plus courantes étant les oignons hachés (crus ou grillés avec le fromage), la sauce brune britannique ou le ketchup. Les concombres marinés, les cornichons Branston, les tomates frites, les œufs frits, la sauce Worcestershire et les haricots au four sont également courants,.
Les livres de recettes et les articles du Web développent souvent les bases en conseillant divers autres ingrédients et en décrivant des accompagnements, ceci pour rendre la lecture plus intéressante. Ainsi, les recettes publiées traitent rarement de la forme de base du plat et font souvent référence au plat similaire du welsh considéré comme du « fromage chic sur des toasts ».
Le cheddar est le plus souvent utilisé car il se prête particulièrement bien au gril. Au Royaume-Uni, les laiteries du Lancashire, dans le cadre d'une « journée nationale du fromage grillé », ont fait la promotion du fromage du Lancashire comme meilleur fromage à utiliser.